# The Uncensored Library
The Uncensored Library és un servidor i un mapa de Minecraft publicat per Reporters Sense Fronteres (RSF) i creat per BlockWorks, DDB Berlin, i .monks com un intent d'eludir la censura en països sense llibertat de premsa. La biblioteca conté informes prohibits de Mèxic, Rússia, Vietnam, Aràbia Saudita, Egipte, Brasil, Bielorússia, Iran i Eritrea. Es dóna una ala sencera a cada país, cadascun conté diversos articles prohibits. La biblioteca es va estrenar el 12 de març de 2020, el Dia Mundial contra la Cibercensura. Les dues maneres d'accedir a la biblioteca són descarregar un mapa des del lloc web oficial o connectar-se al seu servidor de Minecraft.

## Disseny
La biblioteca és un projecte a gran escala construït amb un estil arquitectònic neoclàssic. Es pretén assemblar-se a institucions consolidades com la Biblioteca Pública de Nova York, així com al·ludir estilísticament a les estructures autoritàries que el projecte pretén subvertir. La biblioteca utilitza més de 12,5 milions de blocs de Minecraft.

## Format
Cadascun dels nou països coberts per la biblioteca, així com Reporters sense Fronteres, té una ala individual, que conté una sèrie d'articles, disponibles en anglès i l'idioma original en què va ser escrit l'article. Els textos de la biblioteca estan continguts en elements del llibre del joc, que es poden obrir i col·locar en estands perquè els llegeixin diversos jugadors alhora. Aquests articles en general discuteixen la censura, el càstig injust i altres crítiques al govern de l'escriptor. L'arquitectura interior de la sala de cada país simbolitza la situació única de cada país i els reptes periodístics. A més, la biblioteca conté una sala central que enumera l'⁣índex de llibertat de premsa i l'estat de llibertat de premsa de tots els països coberts per l'índex, i la secció mexicana conté monuments commemoratius als periodistes que van ser assassinats a causa dels seus escrits. El març de 2020, la biblioteca contenia més de 200 llibres diferents.
Una sala de la biblioteca cobreix l'impacte de la pandèmia de la COVID-19 en el periodisme, que conté llibres sobre 10 països (Brasil, Xina, Egipte, Hongria, Iran, Myanmar, Corea del Nord, Rússia, Tailàndia i Turkmenistan) per mostrar com s'ha vist afectada la denúncia del virus a cada país.

## Recepció
Després del llançament, el projecte es va fer viral a través de les plataformes de xarxes socials i s'ha presentat a diversos mitjans de comunicació com la BBC, DW News, CNBC, CNN, TechCrunch, The Verge, Gizmodo, Engadget, Mashable, PC Gamer, i Scene World Magazine. El projecte també va rebre un Premi Peabody 2022 per a la categoria Interactive.
Quan es va guardonar The Uncensored Library amb el seu Peabody Award, el lloc web de Peabody va descriure la biblioteca com "un monument a la llibertat de premsa i una porta posterior innovadora per accedir al contingut censurat".